# Фертилија
Фертилија је насеље у Италији у округу Сасари, региону Сардинија.
Према процени из 2011. у насељу је живело 966 становника. Насеље се налази на надморској висини од 11 м.